# Bretzenheim
Bretzenheim település Németországban, Rajna-vidék-Pfalz tartományban. Lakosainak száma 2598 fő (2023. december 31.).

## Népesség
A település népességének változása:
| Lakosok száma | 2085 | 2587 | 2593 | 2600 | 2600 | 2598 |
|               | 1975 | 2017 | 2019 | 2021 | 2022 | 2023 |